# Concerto pour violon no 3 de Bruch
Pour les articles homonymes, voir Concerto pour violon no 3.
Le Concerto pour violon no 3 en ré mineur op. 58 est une œuvre composée par Max Bruch en 1891. Comme le premier concerto en sol mineur, il est dédié à son ami (et supérieur à l'Académie de Musique de Berlin), le  violoniste Joseph Joachim. Il se distingue de ses prédécesseurs par son adhésion aux structures traditionnelles classiques, bien que l'exposition orchestrale de son ouverture ne présente que les éléments du premier sujet.

## Structure
L'œuvre dure environ 35 à 40 minutes.
Le concerto est composé de trois mouvements :
1. Allegro energico
2. Adagio
3. Finale: Allegro molto

Le premier mouvement a la forme sonate d'un premier mouvement d'un concerto classique, Allegro energico, avec une ouverture tutti suivie par l'entrée en solo et la présentation des thèmes du premier groupe. Il s'agit d'un motif héroïque et fort et suivi d'un motif en octaves plus ample et spectaculaire, ce qui conduit à une modulation dans la tonalité relative majeure (fa majeur) et à la présentation des thèmes du second groupe. Il est à noter que les groupes thématiques (le premier et le deuxième) contiennent deux motifs, dont le plus important est le «largamente» qui constitue la deuxième partie du premier groupe thématique, et qui fournit la plupart des idées travaillées dans le développement. Également, le premier motif du deuxième groupe thématique est une transformation du premier motif du premier groupe thématique avec toutes les valeurs de notes élargies en noires.
Le deuxième mouvement Adagio en si bémol majeur, a une forme sonatine (sonate sans développement). Il a aussi deux thèmes étroitement liés, dont le second est basé sur le complémentaire du premier. Ce sont vraiment certaines des pages les plus inspirées de Bruch, sans doute l'égal du plus célèbre mouvement lent du premier concerto.
Le finale, Allegro molto, est un rondo-sonate. Encore une fois, le matériau thématique est présenté en groupe, plutôt que par des mélodies individuelles. Le groupe principal du rondo est un couplet ternaire en ré mineur en notes pointées et triolets, suivi d'un thème complémentaire en ré majeur joué sur plusieurs cordes du violon. Une mélodie mineure en doubles cordes, avec le rythme note piquée/triolet du premier thème fournit l'accompagnement orchestral, puis à nouveau par une série de mélodies, on revient à la tonalité attendue de fa majeur. Cela conduit à un retour du couplet rondo, cette fois partagé entre l'orchestre et le violon. Une modulation de  transition est largement développée et conduit au retour des matériaux thématiques premier et second, cette fois transposés à la tonique. Une coda d'une tournure malicieuse et triomphante conclut ce qui doit sûrement être le concerto le plus ambitieux, vaste et spectaculaire de Bruch.